# Episodi di Kırmızı Oda (prima stagione)
La prima stagione del serial televisivo drammatico turco Kırmızı Oda, composta da 42 puntate da 150 minuti circa, è andata in onda in Turchia su TV8 dal 4 settembre 2020 al 18 giugno 2021.
| n° | Titolo originale            | Prima TV Turchia  | Prima TV Italia |
| -- | --------------------------- | ----------------- | --------------- |
| 1  | Dönme Dolap                 | 4 settembre 2020  | inedita         |
| 2  | Rüzgar Gülü                 | 11 settembre 2020 | inedita         |
| 3  | Ayna                        | 18 settembre 2020 | inedita         |
| 4  | Yüzük                       | 25 settembre 2020 | inedita         |
| 5  | İyi Haber/Kötü Haber        | 2 ottobre 2020    | inedita         |
| 6  | Duy Sesimi                  | 9 ottobre 2020    | inedita         |
| 7  | Omuz Omuza                  | 16 ottobre 2020   | inedita         |
| 8  | Anne                        | 20 luglio 2022    | inedita         |
| 9  | Hayal Meyal                 | 27 luglio 2022    | inedita         |
| 10 | Bir Ben Vardır Bende        | 6 novembre 2020   | inedita         |
| 11 | Tül Perde                   | 13 novembre 2020  | inedita         |
| 12 | Hayata Dön                  | 20 novembre 2020  | inedita         |
| 13 | Sil Baştan                  | 27 novembre 2020  | inedita         |
| 14 | Umut                        | 4 dicembre 2020   | inedita         |
| 15 | Bir Başkası                 | 11 dicembre 2020  | inedita         |
| 16 | Misafir                     | 18 dicembre 2020  | inedita         |
| 17 | Hasret                      | 25 dicembre 2020  | inedita         |
| 18 | Yaktım Gemilerimi           | 1º gennaio 2021   | inedita         |
| 19 | Evlerin Işıkları            | 8 gennaio 2021    | inedita         |
| 20 | Geçti                       | 15 gennaio 2021   | inedita         |
| 21 | Yalan                       | 22 gennaio 2021   | inedita         |
| 22 | Çığlık                      | 29 gennaio 2021   | inedita         |
| 23 | İnan Bana                   | 5 febbraio 2021   | inedita         |
| 24 | Kördüğüm                    | 12 febbraio 2021  | inedita         |
| 25 | Mucize                      | 19 febbraio 2021  | inedita         |
| 26 | İnişlerim Çıkışlarım        | 26 febbraio 2021  | inedita         |
| 27 | Yalan Dünya                 | 5 marzo 2021      | inedita         |
| 28 | Can Bağı                    | 12 marzo 2021     | inedita         |
| 29 | Yüzleşme                    | 19 marzo 2021     | inedita         |
| 30 | Umut                        | 26 marzo 2021     | inedita         |
| 31 | Gül mü, Diken mi?           | 2 aprile 2021     | inedita         |
| 32 | Daima                       | 9 aprile 2021     | inedita         |
| 33 | Evdeki Sır                  | 16 aprile 2021    | inedita         |
| 34 | Yalnızlık                   | 23 aprile 2021    | inedita         |
| 35 | Tanışma                     | 30 aprile 2021    | inedita         |
| 36 | Hayat Devam Ediyor          | 7 maggio 2021     | inedita         |
| 37 | Yara İzi                    | 14 maggio 2021    | inedita         |
| 38 | İlahi Adalet                | 21 maggio 2021    | inedita         |
| 39 | Eve Dönüş                   | 28 maggio 2021    | inedita         |
| 40 | Hoşça Kal                   | 4 giugno 2021     | inedita         |
| 41 | Kuş Ölür, Sen Uçuşu Hatırla | 11 giugno 2021    | inedita         |
| 42 | Bittiği Yerden Başlar       | 18 giugno 2021    | inedita         |